# 반응함수
반응함수(영어: Response Function)는 어떤 물리학적 계의 특성이 외부작용에 대해서 어떻게 변화하는 가를 기술하는 함수이다. 물질의 자기적 특성의 경우 외부 자기장에 대한 유도 자기장의 비율을 선형 반응함수라도 볼 수 있다. 또한 수학적으로 볼 때에 반응함수는 그린함수의 일종이다.

## 같이 보기
- 주파수 응답
- 통계물리학
- 상전이
- 복잡계
- 그린함수